# Augusta Kaiser

Augusta Kaiser, Fotografie um 1920;
Familienarchiv Marsh, London

Augusta (Gust) Kaiser (* 16. Januar 1895 in Niederbrechen; † 27. September 1932 in Wiesbaden) war eine deutsche Bildhauerin und Keramikerin der Moderne, die sich ab 1922 auch Gust Kaiser nannte; im Zusammenhang mit der Kieler Kunst-Keramik ist sie auch unter dem Namen Gustl Kaiser bekannt.

## Leben

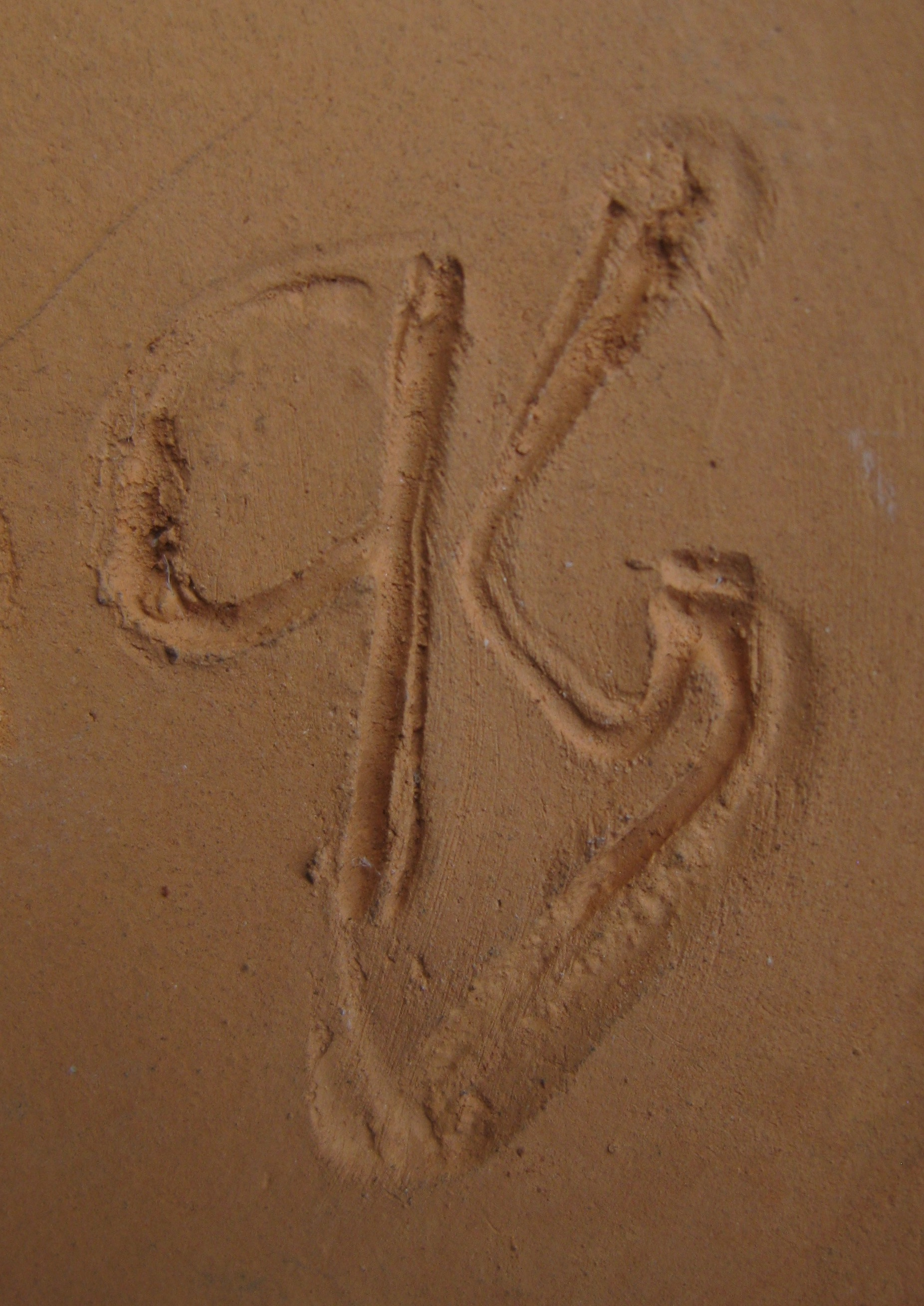
Monogramm Augusta Kaiser

Augusta Theodora Priscilla Kaiser war die Tochter des Volksschullehrers Peter Josef Kaiser und seiner Ehefrau Augusta Kaiser geb. Schneider. Seit 1906 arbeitete der Vater in Wiesbaden, wo Augusta die Schloßplatzschule besuchte, an der sie 1915 die Reifeprüfung ablegte. Danach besuchte sie die Kunstgewerbeschule Mainz, der eine Modellierschule angegliedert war. Aufgrund ihres Zeugnisses „sehr gut mit Auszeichnung“ und der ihr von der städtischen Schuldeputation Wiesbaden attestierten besonderen Begabung setzte sie ihre künstlerische Ausbildung an der Kunstakademie Karlsruhe fort.
Vieles spricht dafür, dass sie als Meisterschülerin in der benachbarten Großherzoglichen Majolika-Manufaktur ihre beachtlichen keramischen Fachkenntnisse erwarb, wohl in den dort ab 1921 eingerichteten Meisterateliers, geleitet von Max Laeuger, Ludwig König und Paul Speck. 1922 lernte sie die akademische Malerin Hedwig Marquardt kennen, die zu der Zeit als Keramikmalerin bei der Majolika-Manufaktur angestellt war. Als deren Lebenspartnerin ging sie im April 1924 mit ihr nach Kiel zu der neu gegründeten Kieler Kunst-Keramik AG, in der beide als maßgebliche Künstlerinnen bis zum 31. März 1925 tätig waren.
Anschließend arbeiteten sie als freie Künstlerinnen in Biere, nahe Magdeburg, in der von ihnen eigens gegründeten Werkstätte für angewandte Kunst, die sie jedoch schon im Jahre 1927 wieder aufgeben mussten, da sie sich nicht rentierte. Danach lebte Kaiser mit ihrer Lebenspartnerin in Hannover, wo diese eine Anstellung als Kunsterzieherin angenommen hatte. Sie selbst trat als Künstlerin nicht mehr hervor. Nach jahrelanger, schwerer Krankheit kehrte sie in ihr Elternhaus in Wiesbaden zurück, wo sie 1932 verstarb.

## Kieler Kunst-Keramik AG

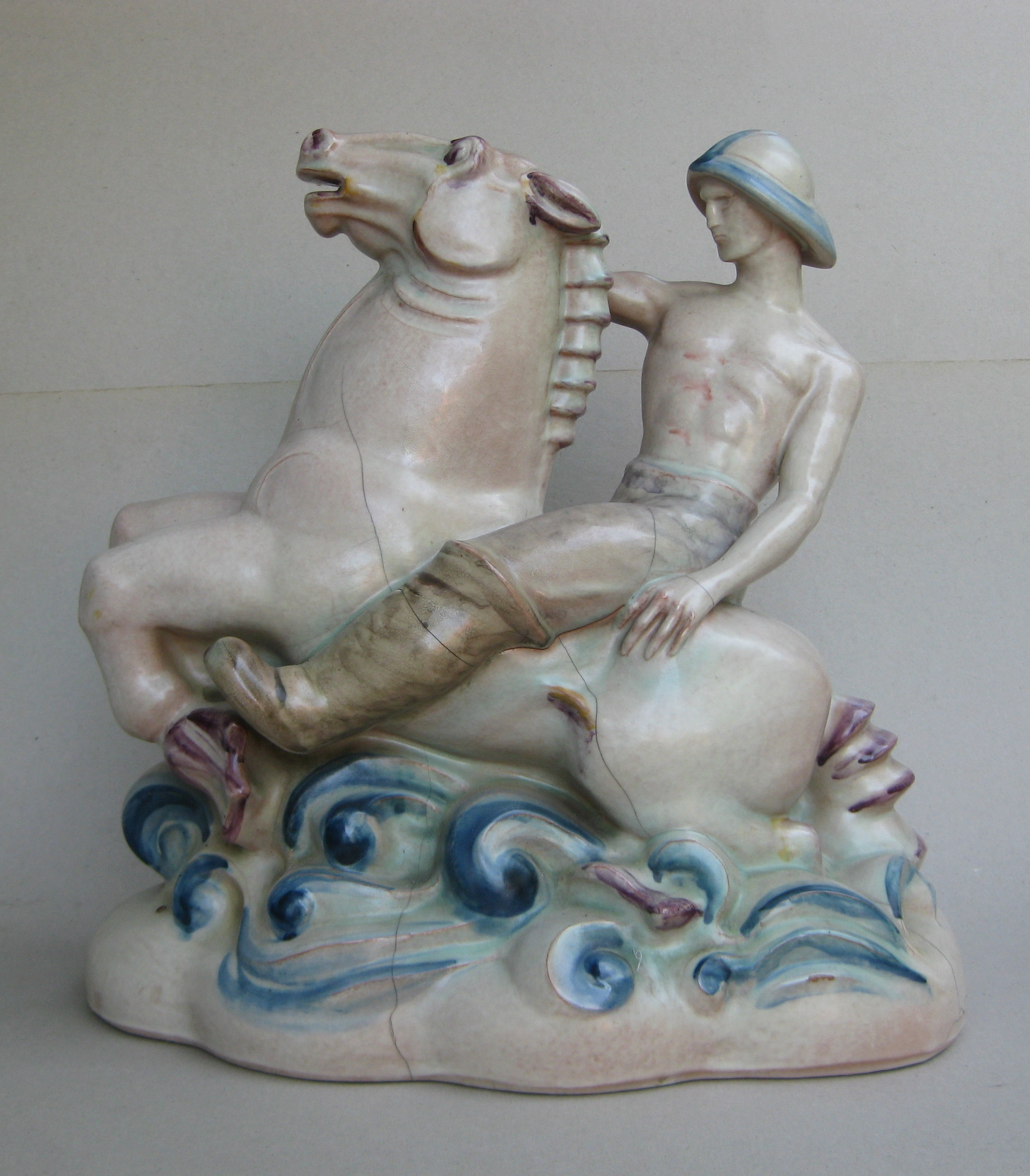
Kieler Kunst-Keramik AG, Meerreiter, 1924, Höhe 42 cm. Entwurf: Augusta Kaiser

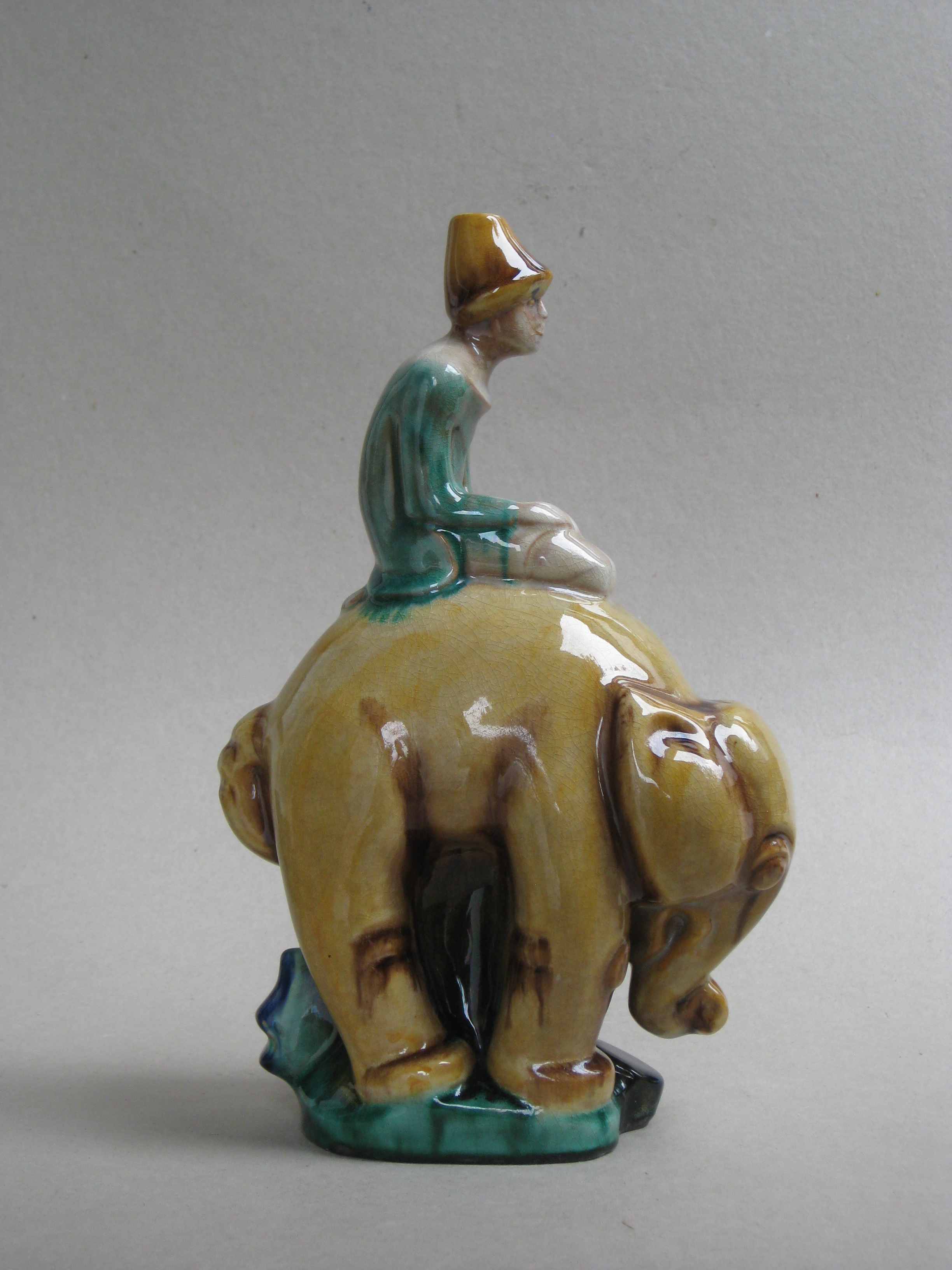
Kieler Kunst-Keramik AG, Elefantenreiter, 1924, Höhe 27,3 cm, Entwurf: Augusta Kaiser

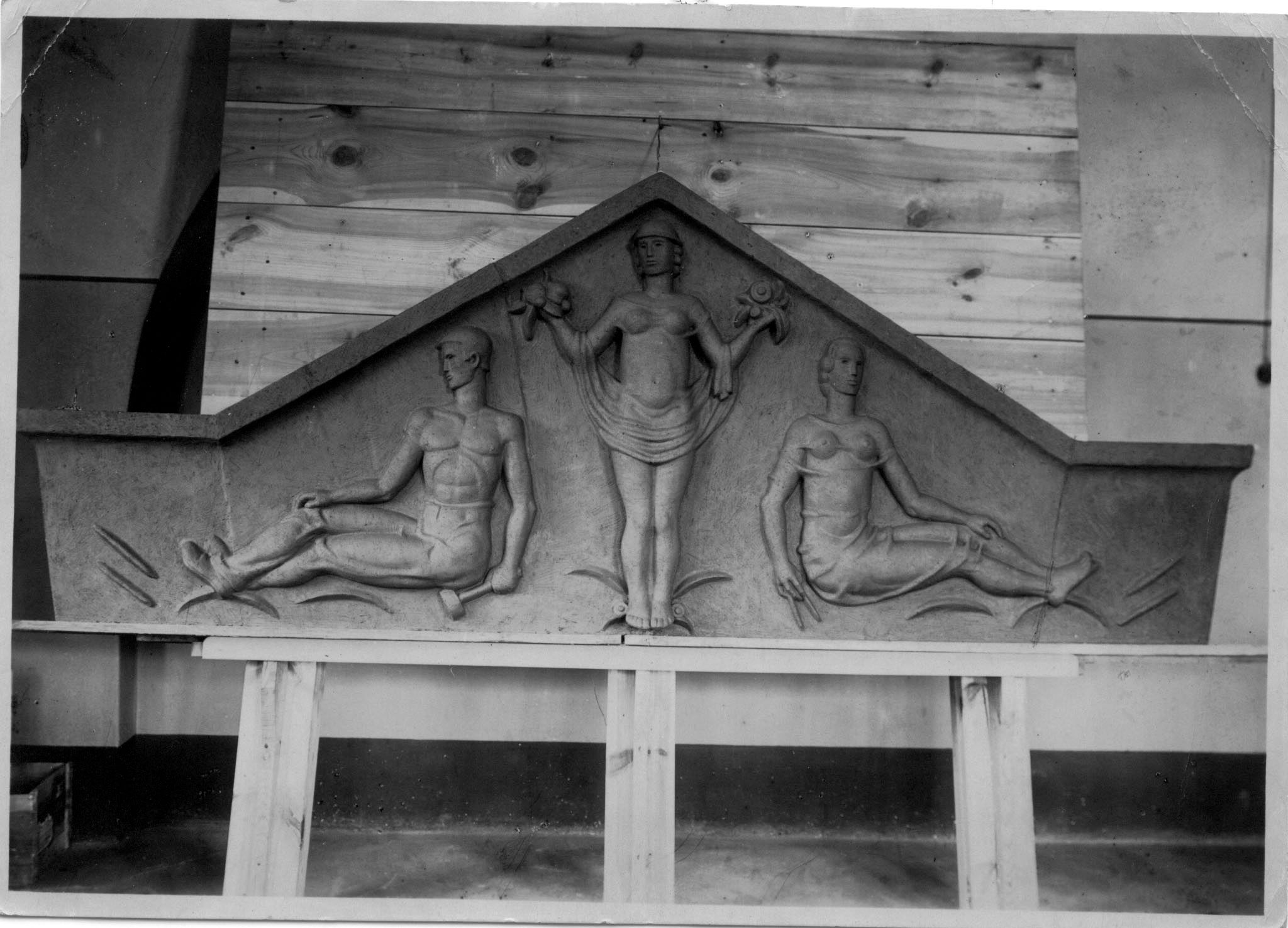
Portalgiebel für das Jugendheim im Werftpark Kiel-Gaarden von Augusta Kaiser, 1924/1925

Augusta Kaiser war – ebenso wie Hedwig Marquardt – Künstlerin der ersten Stunde der Kieler Kunst-Keramik AG (KKK). Sie entwarf in der kurzen Zeit ihrer Zugehörigkeit zur Kieler Manufaktur den Großteil der feinkeramischen Produktion, figürliche Kleinplastiken und Gefäßkeramiken, orientiert an der neuzeitlichen Formensprache des Art déco, auch wenn noch etwas beeinflusst durch den Jugendstil, sowie Werke für die baukeramische Abteilung.
Das von Augusta Kaiser erst Ende August 1924 entworfene Künstlermonogramm „GK“ (ligiert) auf feinkeramischen Gegenständen der KKK steht für „Gust Kaiser“; so nannte sie sich schon seit Mitte 1922 in Karlsruhe.
Im September 1924 nahm die KKK an der Grassimesse in Leipzig mit zahlreichen feinkeramischen Exponaten teil, die hauptsächlich auf Entwürfe von Augusta Kaiser und Hedwig Marquardt zurückgingen.
Bei Kaisers Baukeramik ist hervorzuheben das farbige Eingangsportal des Jugendheims im Werftpark Kiel-Gaarden mit dem aufwendigen symmetrischen Giebelrelief sowie die ebenfalls farbige klinkerkeramische Fassade der Milchhalle Hirte, Hamburg-Altona, beides im Zweiten Weltkrieg zerstört.
Die zeitgenössische Fachliteratur lobte Kaisers bildhauerische und malerische Entwürfe für die KKK und nannte sie eine hochbegabte Künstlerin.
2014 wurde in der Ausstellung Entartete Keramik 1919 - 1939 exhibit - 1930s German ceramic art on display at the Lopez Library im US-Bundesstaat Washington Augusta (Gustl) Kaiser und ihre Arbeit für die Kieler Manufaktur vorgestellt unter Einbeziehung ihrer Lebensgefährtin Hedwig Marquardt und unter Hinweis darauf, dass sie nicht nur weil sie Frauen waren an den Rand der Gesellschaft gedrängt wurden, sondern vielleicht hauptsächlich, weil sie offen und kompromisslos als lesbisches Paar auftraten.